# Корденонс
Корденонс (італ. Cordenons, вен. Cordenons) — муніципалітет в Італії, у регіоні Фріулі-Венеція-Джулія,  провінція Порденоне.
Корденонс розташований на відстані близько 460 км на північ від Рима, 95 км на північний захід від Трієста, 4 км на північ від Порденоне.
Населення — 18 301 особа (2014).

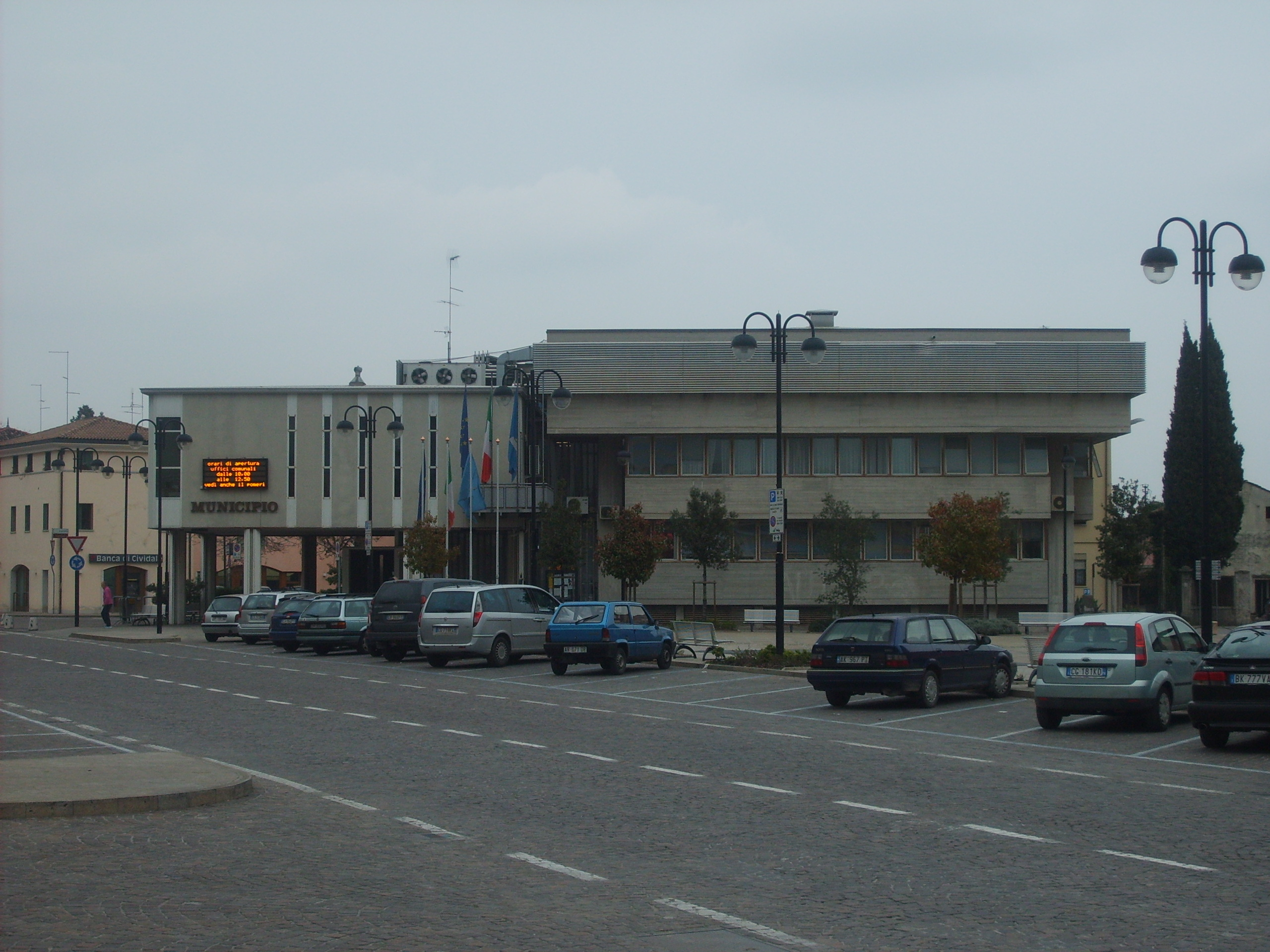

Щорічний фестиваль відбувається 8 вересня. Покровитель — Santa Maria Bambina.

## Демографія
Населення за роками:

Станом на 1 січня 2023 року в муніципалітеті офіційно проживало 1180 іноземців з 70 країн, серед них 467 громадян країн Євросоюзу та 51 громадянин України.

## Сусідні муніципалітети
- Порденоне
- Сан-Джорджо-делла-Рикінвельда
- Сан-Куїрино
- Віваро
- Цоппола